# Mecometopus capixaba
Mecometopus capixaba är en skalbaggsart som beskrevs av Dilma Solange Napp och Monné 2006. Mecometopus capixaba ingår i släktet Mecometopus och familjen långhorningar. Inga underarter finns listade i Catalogue of Life.